# Daniel Senet
Daniel Senet, född 26 juni 1953 i Amiens, är en fransk före detta tyngdlyftare.
Senet blev olympisk silvermedaljör i 67,5-kilosklassen i tyngdlyftning vid sommarspelen 1976 i Montréal.